# Rondeletia brauseana
Rondeletia brauseana är en måreväxtart som beskrevs av Ignatz Urban. Rondeletia brauseana ingår i släktet Rondeletia och familjen måreväxter. Inga underarter finns listade i Catalogue of Life.